# 一関八幡神社
一関八幡神社（いちのせきはちまんじんじゃ）は岩手県一関市にある神社である。一関の総鎮守であり、相殿の田村神社とあわせて一関八幡神社相殿田村神社とも称する。

## 由緒
延暦年間（782年 - 806年）に坂上田村麻呂が東夷平定の際に館山に陣営を敷き、諏訪大社に勝利を祈願したのが始まりとされる。
康平4年（1061年）に前九年の役で安倍貞任を征伐する源頼義・義家父子が田村麻呂と同じく館山に陣を敷き、合戦の祈願のために奉幣使として中原大夫清房を伊勢神宮や石清水八幡宮へと遣わしたところ、両宮の大御神の御神託を賜って、この地の八方に八幡宮を勧請した。その第一社が現在の当社である。

## 祭神
- 誉田別命
- 坂上田村麻呂
- 田村輝定

## 歴史
天正2年（1574年）に八雲神社を、文禄（1593年）に諏訪神社を再奉して、寛文2年（1662年）に一関藩主伊達宗勝により現在の地へと遷座された。
元禄7年（1694年）に一関藩へと赴任した初代田村藩主田村建顕が、この地に田村麻呂を慕う人々が多いことから代拝参宮として伊勢へ伊藤惣助を遣わした際に、滋賀県甲賀市の田村神社の御分霊を田村神社として当社の相殿へと併せ祀った。以来田村氏の崇敬神社となり、一関の総鎮守とされた。
明治4年に郷社、明治8年に村社、昭和5年に郷社へと列した。
昭和46年12月に社殿が全焼し、田村建顕公、射的奉納弓矢、算額などの文化財を焼失。昭和48年に氏子崇敬者の奉賛によって現在の社殿が再建された。

## 摂末社
- 竹駒神社（倉稲魂命）
- 天満宮（菅原道真）
- 八雲神社

## 祭事
- 1月1日 - 元旦祭
- 1月15日 - とんど祭
- 2月11日 - 建国祭
- 2月17日 - 祈年祭
- 4月18日 - 田村神社例大祭
- 6月30日 - 夏越大祓
- 9月15日 - 一関八幡神社例大祭
- 11月23日 - 新嘗祭
- 12月31日 - 大祓祭

## 名所・旧跡
- めおと親子杉（家族杉）
- 釣山公園 - 旧一関城跡。
  - 田村神社 - 赤穂事件で浅野長矩が切腹した一関藩田村家江戸屋敷邸内で祀られていた田村神社が大正時代に釣山公園内の千畳敷へと遷座された。
  - 一関城跡遺構柵
  - おさん稲荷社